# Корчула
Ко́рчула (на хърватски: Korčula слушай; на гръцки: Κορκυρα Μελαινα; на латински: Corcyra Nigra; на италиански: Curzola) е шестият по големина хърватски остров в Адриатическо море, разположен в южната част на Далматинските острови.

## Общи сведения
Площта на острова е 276,03 km², дължина от запад на изток 46,8 km, ширина – 7,8 km, дължина на бреговата линия 181,7 km<. Населението възлиза на 16 182 жители (2001). На север Корчулския проток го отделя от остров Хвар, на юг Ластовския проток – от остров Ластово, а на североизток широкия (1,3 km) проток – от континенталния полуостров Пелешац. Максималната височина е връх Клупка (569 m), издигащ се в централната му част. Климатът е субтропичен, средиземноморски, със сухо лято и годишна сума на валежите до 1100 mm. Големи участъци са заети от борови гори и маквиси. Силно е развито земеделието, като се отглеждат маслини, смокини, цитруси, лозя, пшеница. Развит риболов. Основни населени места са градовете Рачишче на север, Блато в централната част, Вела Лука на запад, Корчула на изток. Основен поминък на населението е туризмът.